# السوق الروماني
قالب:معلومات السوق الروماني
السوق الروماني هو معلم أثري تونسي مصنف من قبل المعهد الوطني للتراث يقع في ولاية سليانة في الشمال الغربي التونسي، تحديدا في قرية قصر هلال تم تصنيف المعلم في يوم 3 مارس 1915.